# مهارگاه

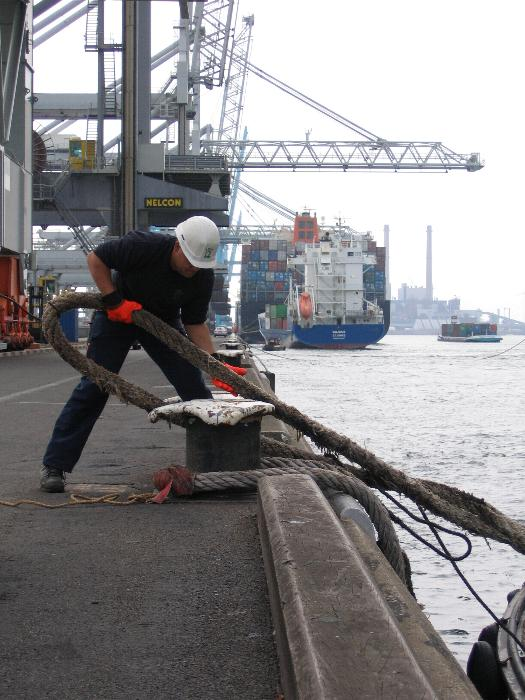
یک کارگر بارانداز که طناب مهار یک شناور را به تیرک مهار می‌بندد.

مهارگاه (انگلیسی: Mooring) به هرگونه سازه ثابتی گفته می‌شود که شناورها بتوانند به آن بسته و مهار شوند. اسلکه‌ها و بویه‌ها در زمره مهارگاه‌ها هستند.
در مورد کشتی‌ها معمولاً مهارسازی با بستن طناب و زنجیر و غیره به اسکله و مهارگاه و لنگراندازی انجام می‌شود.